# Elaphomyces

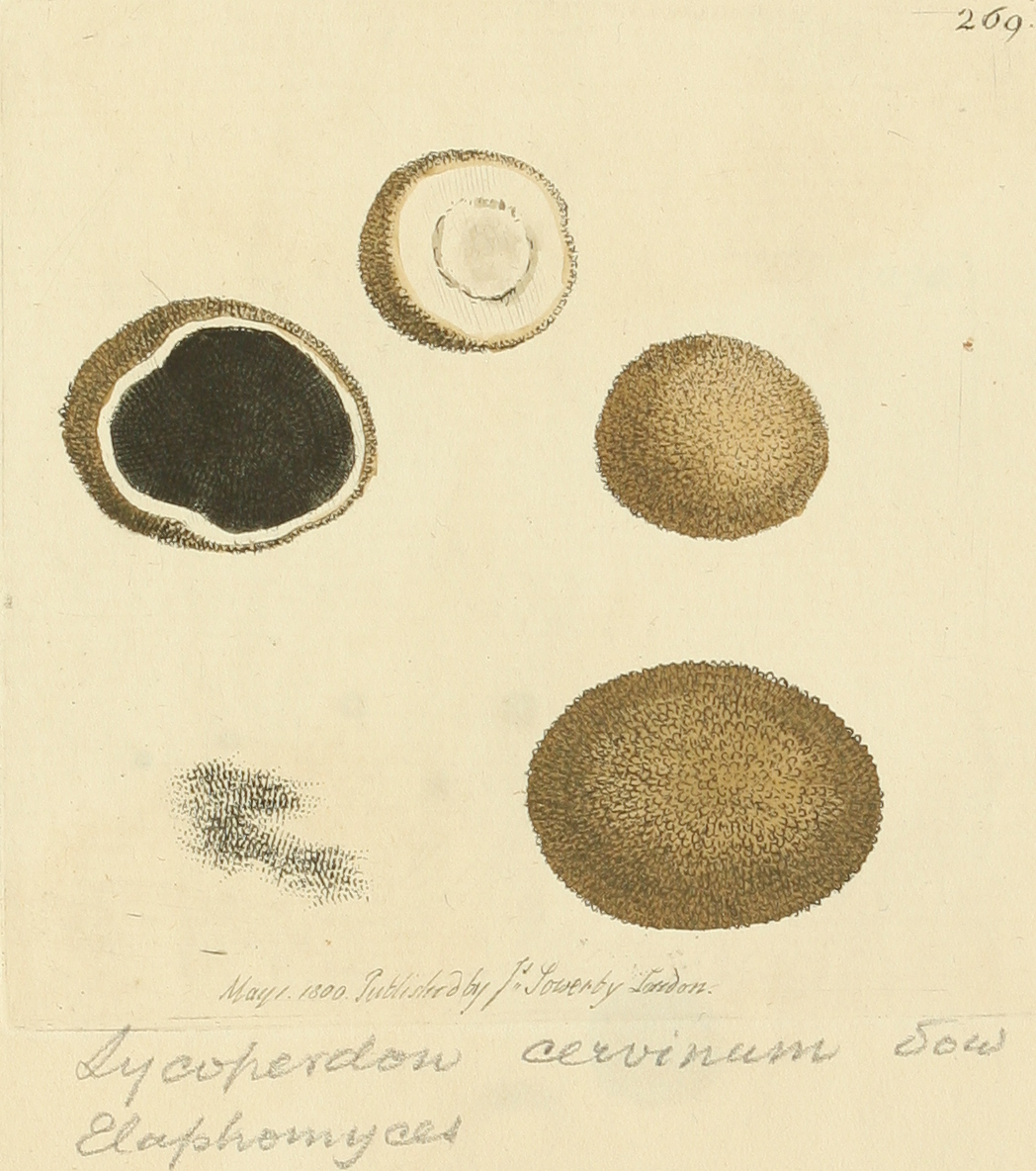
Jeleniak sarni

Elaphomyces Nees (jeleniak) – rodzaj grzyba z rodziny jeleniakowatych (Elaphomycetaceae).

## Charakterystyka
Grzyby podziemne, których owocniki rozwijają się i dojrzewają całkowicie pod powierzchnią ziemi. Zarodniki rozsiewane są przez zwierzęta po mechanicznym zniszczeniu owocników. W większości są grzybami mykoryzowymi współżyjącymi z takim gatunkami drzew jak: dąb (Quercus), buk (Fagus), leszczyna (Corylus), grab (Carpinus), topola (Populus), wierzba (Salix), lipa (Tilia) i sosna (Pinus). Często na ich owocnikach pasożytują grzyby zwane maczużnikami, zaliczane do rodzaju Tolypocladium.
Owocniki kulisto-bulwiaste. Okrywa gruba, przeważnie drobno brodawkowana. Wnętrze po dojrzeniu czarnobrązowe, jednorodne lub podzielone na duże komory, niemarmurkowate, pylasto się rozpadające. Zarodniki: Ciemnobrązowe, okrągławe, kolczaste (kolce wygięte, długości do 4 μm). Worki okrągławo-gruszkowate, 3–8 zarodnikowe.

## Systematyka i nazewnictwo
Pozycja w klasyfikacji: Elaphomycetaceae, Eurotiales, Eurotiomycetidae, Eurotiomycetes, Pezizomycotina, Ascomycota, Fungi według Index Fungorum.
Synonimy naukowe: Ascoscleroderma Clémencet, Ceratogaster Corda, Ceraunium Wallr., Hypogaeum Pers., Lycoperdastrum Haller ex Kuntze, Phymatium Chevall.
Nazwa polska według B. Gumińskiej i W. Wojewody.
Gatunki występujące w Polsce:
- Elaphomyces aculeatus Vittad. 1831
- Elaphomyces anthracinus Vittad. 1831
- Elaphomyces asperulus Vittad. 1831 – jeleniak szorstki
- Elaphomyces cyanosporus Tul. & C. Tul. 1851
- Elaphomyces decipiens Vittad. 1831[6]
- Elaphomyces granulatus Fr. 1829 – jeleniak sarni
- Elaphomyces leveillei Tul. & C. Tul. 1841
- Elaphomyces maculatus Vittad. 1831[6]
- Elaphomyces muricatus Fr. 1829 – jeleniak myszaty
- Elaphomyces papillatus Vittad. 1831
- Elaphomyces quercicola Ławryn., A. Paz & Lavoise 2017

Nazwy naukowe na podstawie Index Fungorum. Nazwy polskie według B. Gumińskiej i W. Wojewody, wykaz gatunków według internetowego atlasu grzybów.